# Wladimir Wolfowitsch Schirinowski

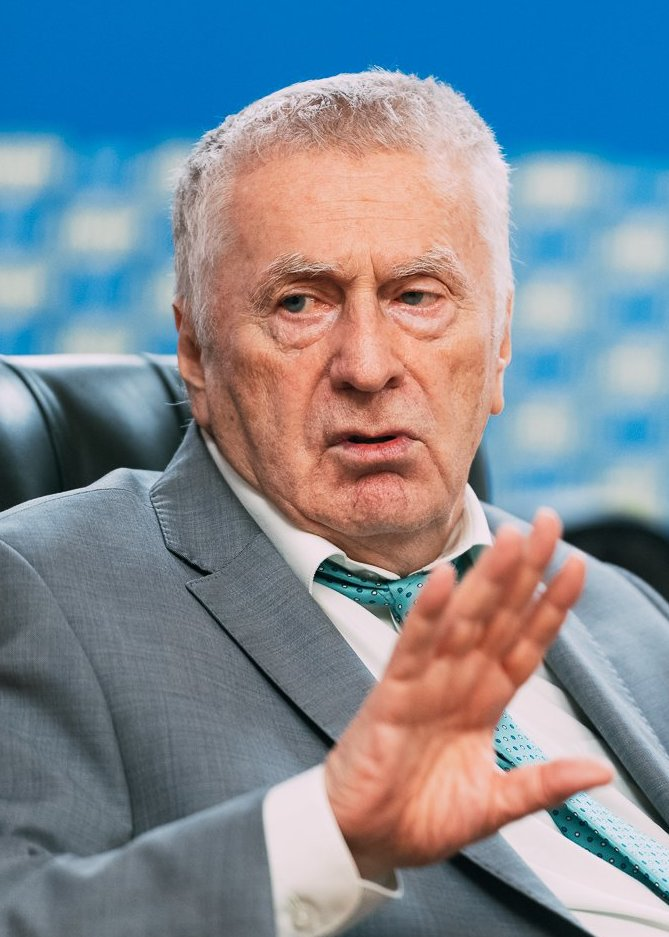
Wladimir Schirinowski (2021)

Wladimir Wolfowitsch Schirinowski (russisch Владимир Вольфович Жириновский Vladimir Vol'fovič Žirinovskij; * 25. April 1946 in Alma-Ata, Kasachische SSR, Sowjetunion, als Wladimir Wolfowitsch Eidelstein; † 6. April 2022 in Moskau) war ein  russischer Rechtsanwalt und  Politiker. Er war Gründer und von 1991 bis zu seinem Tod Vorsitzender der LDPR („Liberal-Demokratische Partei Russlands“), einer im rechtsextremen und populistischen Spektrum angesiedelten russisch-nationalistischen Partei. Seine öffentlichen Auftritte und seine Politik waren ungeachtet Schirinowskis eigener jüdischer Abstammung offen antisemitisch.

## Leben

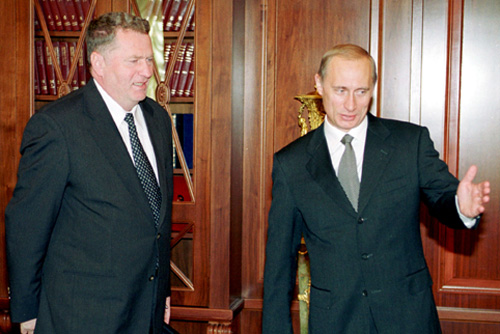
Schirinowski mit Wladimir Putin (2000)

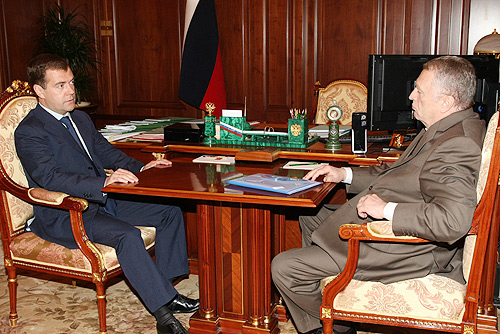
Schirinowski mit Dmitri Medwedew (2008)

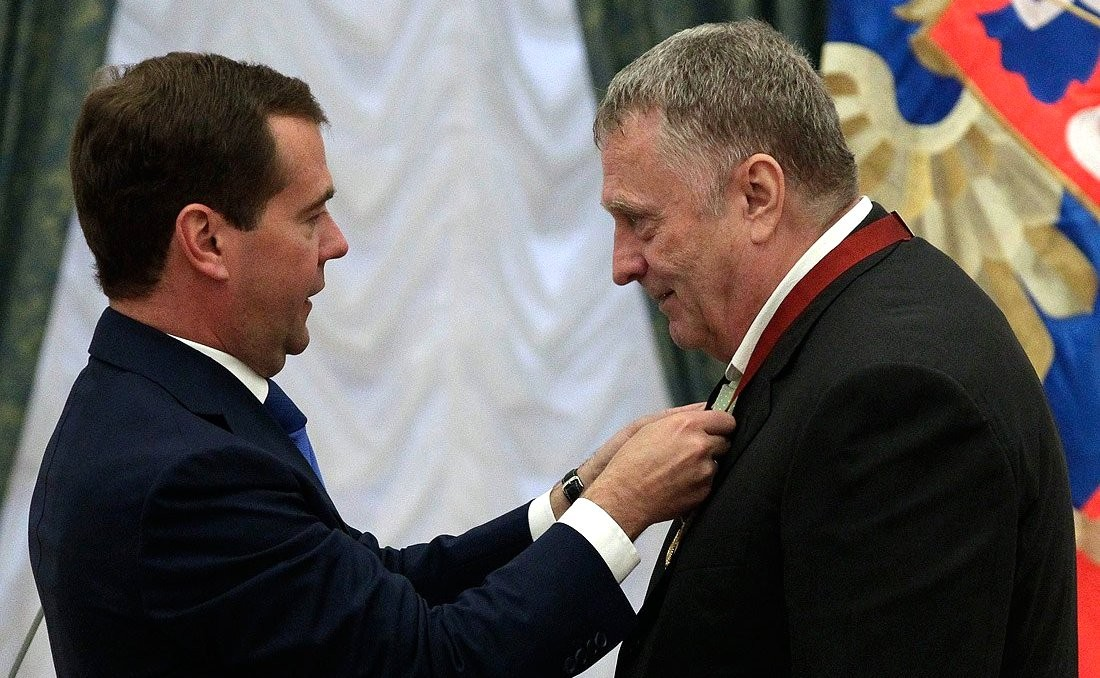
Medwedew verleiht Schirinowski den Vaterlandsverdienstorden III. Klasse (2011)

Wladimir Schirinowski wurde als Sohn des polnischen Juden Wolf Eidelstein (Эйдельштейн) und der Russin Alexandra Makarowa geboren. Nachdem er 1964 nach Moskau gezogen war, nahm er dort den Familiennamen seines Stiefvaters an. Im selben Jahr begann er an der Lomonossow-Universität ein Studium im Fach Turkologie, das er 1970 abschloss (daher sprach er fließend Türkisch); nebenher studierte er auch von 1965 bis 1967 Internationale Beziehungen an der Universität des Marxismus-Leninismus. Von 1972 bis 1977 absolvierte er schließlich ein Fernstudium für Jura und war später als Anwalt tätig.
Schirinowski war laut eigenen Angaben Anhänger des russisch-orthodoxen Glaubens. Seit den 1970er-Jahren war er mit der Biologin Galina Alexandrowna Lebedewa verheiratet. Aus der Ehe ging der Sohn Igor Lebedew hervor, der seit 1999 Duma-Abgeordneter ist und wie sein Vater der LDPR-Fraktion angehört.

### Politische Karriere
1991 gründete Schirinowski die LDPSU (1992 in LDPR umbenannt), die er als erste Oppositionspartei in Russland bezeichnete. 1991 nahm Schirinowski an Präsidentschaftswahlen der Russischen SFSR teil und erreichte knapp acht Prozent der abgegebenen Stimmen.
Seine Partei wurde bei den Wahlen 1993 mit 22,92 % stärkste Partei in der Duma. In den folgenden Parlamentswahlen (1995, 1999, 2003, 2007, 2011, 2016 und 2021) konnte die Partei mit einem Stimmenanteil zwischen 6 % und 13 % stets in die Duma einziehen. In den Legislaturperioden von 2000 bis 2011 war Schirinowski jeweils einer der stellvertretenden Duma-Vorsitzenden.
Schirinowski wurde mehrfach gegenüber politischen Kontrahenten ausfallend und handgreiflich. So spritzte er in einem TV-Duell im Juni 1995 vor laufender Kamera Orangensaft ins Gesicht von Boris Nemzow, dem damaligen Gouverneur der Oblast Nischni Nowgorod, nachdem Nemzow Schirinowski einen Playboy gezeigt hatte, in welchem Schirinowski geprahlt hatte, mit 200 Frauen geschlafen zu haben. 2003 zettelte er, während des Wahlkampfs zur Parlamentswahl im Dezember 2003, eine Massenschlägerei bei einer Fernsehsendung an. Im Februar 2008 griff er einen Kritiker während einer Talkshow an und schubste ihn.
Im April 2014 rief Schirinowski seine Leibwächter bei einer Pressekonferenz dazu auf, die schwangere Journalistin Stella Dubowizkaja zu vergewaltigen. Sie stellte eine Frage zum russischen Krieg in der Ukraine, als Schirinowski in Form eines Wutanfalls plötzlich rief: „Wenn ich rufe ‚Christus ist auferstanden‘, fangt ihr an, sie zu vergewaltigen.“ Es folgten Beleidigungen anderer anwesender Journalistinnen. Die Ethikkommission der Duma wies daraufhin Schirinowski an, sich öffentlich bei den Betroffenen zu entschuldigen, verzichtete aber darauf, ein einmonatiges Redeverbot im Parlament gegen ihn zu verhängen. Kanada sanktionierte ihn am 28. April 2014.
Am 25. April 2021 beging Schirinowski seinen 75. Geburtstag und wurde an demselben Tag mit dem Vaterlandsverdienstorden I. Klasse für die Stärkung der russischen Staatlichkeit und die Entwicklung des Parlamentarismus ausgezeichnet.

### Politische Positionen
Sprache und Ideologie Schirinowskis waren geprägt von demagogischen Theorien, Populismus und (trotz seiner eigenen väterlicherseits jüdischen Abstammung) von Antisemitismus. Er leugnete die Existenz Osama bin Ladens und Al-Qaidas und behauptete, wie auch einige  Verschwörungstheoretiker, die Terroranschläge am 11. September 2001 seien von der US-amerikanischen Regierung, vielleicht mithilfe des Mossad, inszeniert worden. Er behauptete, der US-Kongress sei von den Israelis besetztes Territorium.
Im Dezember 1993 (damals fand die erste Wahl zur Duma im postsowjetischen Russland statt) stellte Schirinowski die deutsch-polnische Grenzziehung in Frage, um mit der Bundesrepublik über den möglichen Verkauf des Gebietes um Kaliningrad (den Norden des ehemals deutschen Ostpreußen einschließlich Königsberg) an Deutschland verhandeln zu können.
Schirinowski äußerte 2010, er lehne eine Mitgliedschaft Russlands in der NATO ab.
Nachdem bei den Terroranschlägen in Brüssel am 22. März 2016 32 Menschen ermordet worden waren, sprach Schirinowski in einer Talkshow davon, dass solche Anschläge gut für Russland seien: „Das ist für uns von Vorteil. Lasst sie verrecken und sterben.“ Nach seiner Auffassung würden die westlichen Staaten sich dann mit Moskau verbünden und um Hilfe flehen.

#### Antisemitismus
Obwohl sein Vater Mitglied einer staatlich geförderten jüdischen Gruppe war und den Namen Eidelstein trug (den sein Sohn im Alter von 18 Jahren ändern ließ), stritt Wladimir Schirinowski vehement ab, jüdischer Abstammung zu sein.
Er behauptete, dass Juden die Weltherrschaft erobert hätten und alle Konzerne und Banken in Europa beherrschten, so auch in Russland. Am 12. September 2014 wurden gegen ihn ein Einreiseverbot in die Länder der Europäischen Union sowie eine Kontensperre verhängt. Daraufhin erklärte Schirinowski in einem Interview, dass er die Anwesenheit seines Namens auf der EU-Sanktionsliste als Anerkennung seiner Verdienste vor dem russischen Volke deute, dass er demzufolge auf den Vaterlandsverdienstorden II. Klasse Anspruch erheben könne (die III. Klasse war ihm schon 2011 verliehen worden) und dass dies in ihm Stolz und Freude hervorrufe. Er war, wie er 2014 kundtat, der Meinung, Europa werde von den USA unterdrückt. Die europäischen Länder würden sich seiner Sicht nach „bald erheben“, „auf die Straßen strömen in einem europäischen Maidan und die Amerikaner verjagen“. Der Vaterlandsverdienstorden II. Klasse wurde ihm am 18. April 2016 tatsächlich verliehen.
Anfang Februar 2015 äußerte sich Schirinowski während einer Diskussion über die aktuellen Ereignisse in Europa in der Sendung Sonntagabend auf Rossija 1 folgendermaßen: „Müller wacht in kaltem Schweiß auf und wendet sich an Stierlitz, ihm seinen Traum erzählend: Stierlitz, weißt du, dass jetzt ein Weib das Dritte Reich führt und auf den Straßen Berlins Schwule anstatt Soldaten marschieren, kannst du dir denken, keine Sturmabteilungen, sondern Schwule? Die Juden besitzen alle Banken und Zeitungen, die Russen kämpfen gegen die Ukrainer um den Donbass, nicht um Stalingrad, und die ganze Posse lenkt ein Neger aus Amerika.“

#### Gebietsansprüche und Kriegsdrohungen
Unter anderem forderte Schirinowski 1992 die Wiederherstellung der alten russischen Reichsgrenzen von 1917 mit Finnland, Kongresspolen, Belarus und der östlichen Ukraine. Letztere war Kernland der mittelalterlichen Kiewer Rus, die manchen als Wiege der russischen Nation gilt. Auch sprach er sich für eine Annexion Alaskas aus. Zudem brachte er die „Idee“ auf, große Ventilatoren zu verwenden, um radioaktive Abfälle in die baltischen Staaten zu blasen.
2007 schlug er vor, im Atlantik russische Atombomben zu zünden, um Großbritannien zu überfluten.
Im Mai 2013 erklärte das Parlament von Kirgisistan Schirinowski zur Persona non grata. Schirinowski hatte zuvor vorgeschlagen, dass Kirgisistan den Yssykköl-See an Russland abtreten und im Gegenzug Russland Kirgisistan Schulden in Höhe von 500 Millionen US-Dollar erlassen solle.
Nach der Annexion der Krim durch Russland 2014 schickte Schirinowski den Regierungen Polens, Rumäniens und Ungarns Schreiben, in denen er eine Aufteilung der Ukraine zwischen Russland und den drei Ländern vorschlug. Der Sprecher des polnischen Außenministeriums äußerte sein Bedauern, dass ein Teil der russischen Politiker immer noch nach dem Schema des Ribbentrop-Molotow-Paktes denke.
Im Zusammenhang mit dem Konflikt Russlands mit der Türkei nach dem Abschuss einer Suchoi Su-24 der russischen Luftwaffe 2015 durch das türkische Militär forderte er, die russische Regierung solle der Türkei mit einem Atomangriff für den Fall drohen, dass die Türkei eine Sperre der Bosporus-Meerenge für russische Schiffe verhänge. „Es ist sehr einfach, Istanbul zu vernichten. Man muss nur eine Atombombe über dem Bosporus abwerfen und die Stadt wird überflutet“, so Schirinowski in einer Rede vor der Duma.
Mit dem Beginn des russischen Überfalls auf die Ukraine im Februar 2022 geriet Schirinowski in die Schlagzeilen, weil er in einer Rede am 27. Dezember 2021 ein Datum genannt hatte, an dem das russische Militär in die Ostukraine einmarschieren werde: „Um 4 Uhr morgens am 22. Februar werdet ihr [unsere neue Politik] spüren. Ich hätte gerne, dass 2022 ein friedliches Jahr wird. Aber ich liebe die Wahrheit, seit 70 Jahren sage ich die Wahrheit. Es wird nicht friedlich sein. Es wird ein Jahr sein, in dem Russland wieder groß wird.“

#### Tod

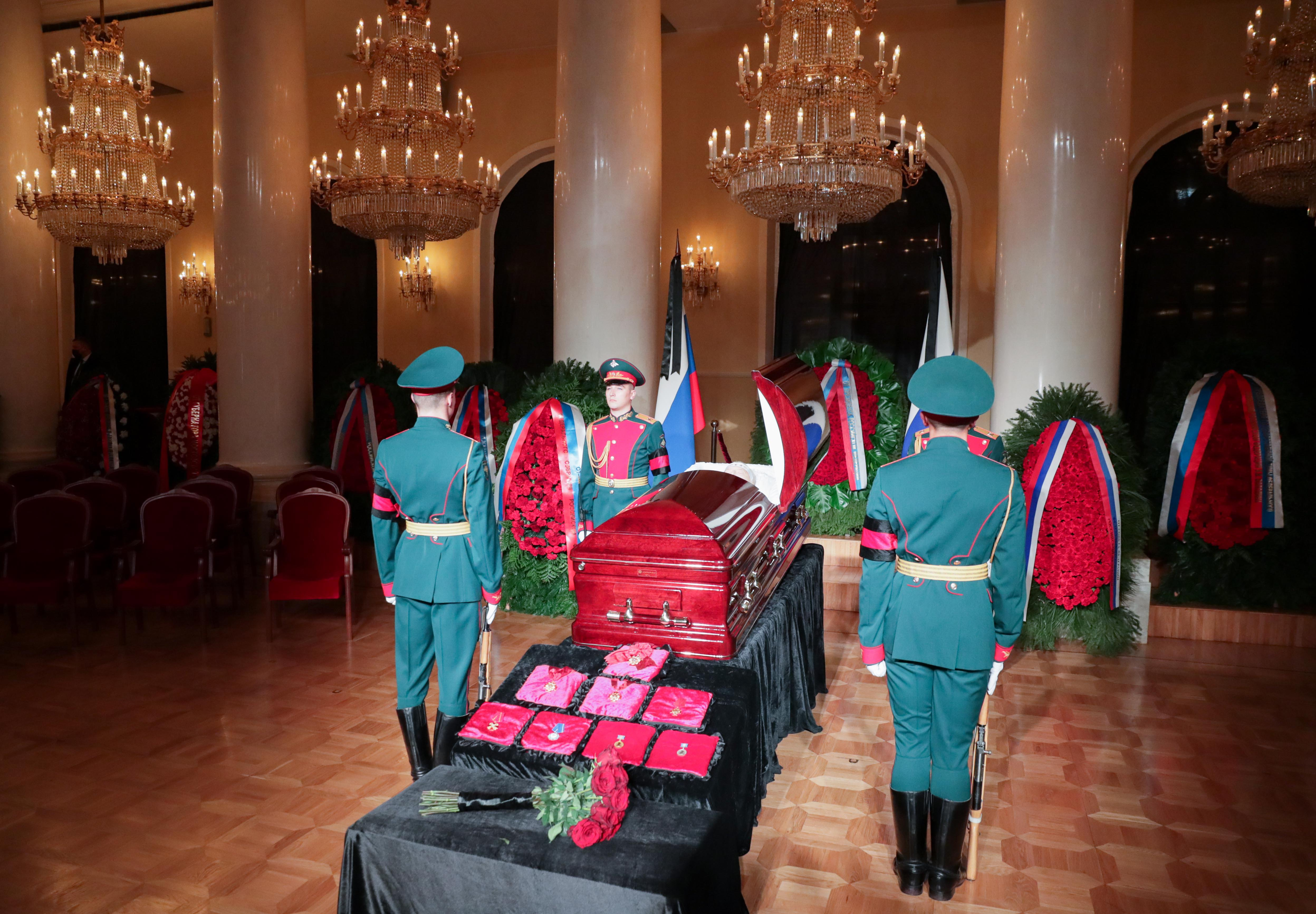
Auf Schirinowskis Beerdigungszeremonie

Im Februar 2022 wurde Schirinowski aufgrund einer COVID-19-Erkrankung in ein Moskauer Krankenhaus eingeliefert, wo sein Zustand als „besorgniserregend“ bezeichnet wurde. Er gab an, acht Mal gegen SARS-CoV-2 geimpft worden zu sein. Am 25. März wurde erstmals sein Tod vermeldet, die Nachricht jedoch von Familienmitgliedern dementiert. Am 6. April gab der Sprecher der Duma Wjatscheslaw Wolodin bekannt, dass Schirinowski „nach langer Krankheit“ gestorben sei.
Schirinowski wurde auf dem Nowodewitschi-Friedhof mit militärischen Ehren bestattet. An der Trauerfeier nahmen neben Präsident Putin zahlreiche weitere Spitzenpolitiker des Kremls teil.

## Zitate
„Ihr Leute aus dem Westen steckt eure Nase zu sehr bei uns rein. Aber das wird euch gründlich vergehen. Habt ihr Hiroshima und Nagasaki vergessen? Dann werden wir euch ein neues Hiroshima bescheren. Ich werde nicht zögern, Atomwaffen einzusetzen, wenn sich uns jemand widersetzt. Wir haben Tschernobyl schon gehabt, jetzt müsst ihr Deutsche euer Tschernobyl erleben.“

## Trivia
Ab 2005 verbreitete sich die bis dahin nur lokal auftretende Vogelgrippe weltweit, wofür manche den Vogelzug (mit-)verantwortlich machten. Im Januar 2006 forderte Schirinowski deshalb in der Duma, präventiv alle Zugvögel beim Rückflug aus ihren in der Türkei gelegenen Winterquartieren abzuschießen. Eine große Anzahl von Männern sollte dafür dienstverpflichtet werden. Ob der Vorschlag zur Abstimmung kam, ist nicht bekannt.
Die deutsche Irish-Folk-Band Paddy Goes to Holyhead widmete Schirinowski auf ihrem Album Ready For Paddy? den Song Shirinowski, in dem seine nationalistische, antisemitische und faschistische Einstellung angeprangert wird.

## Auszeichnungen

### Russische
- Verdienstorden für das Vaterland (IV. Klasse 2006, III. Klasse 2011, II. Klasse 2016, I. Klasse 2021)
- Alexander-Newski-Orden (2015)
- Orden der Ehre (2008)
- Schukow-Medaille
- Stolypin-Medaille (II. Klasse 2012, I. Klasse 2019)

### Ausländische
- Orden Ehre und Ruhm (2005, Abchasien)
- Samarer Kreuz (2013, Bulgarien)